# Ponche de los libertadores
El ponche de los libertadores es un cóctel peruano a base de pisco. 

## Historia

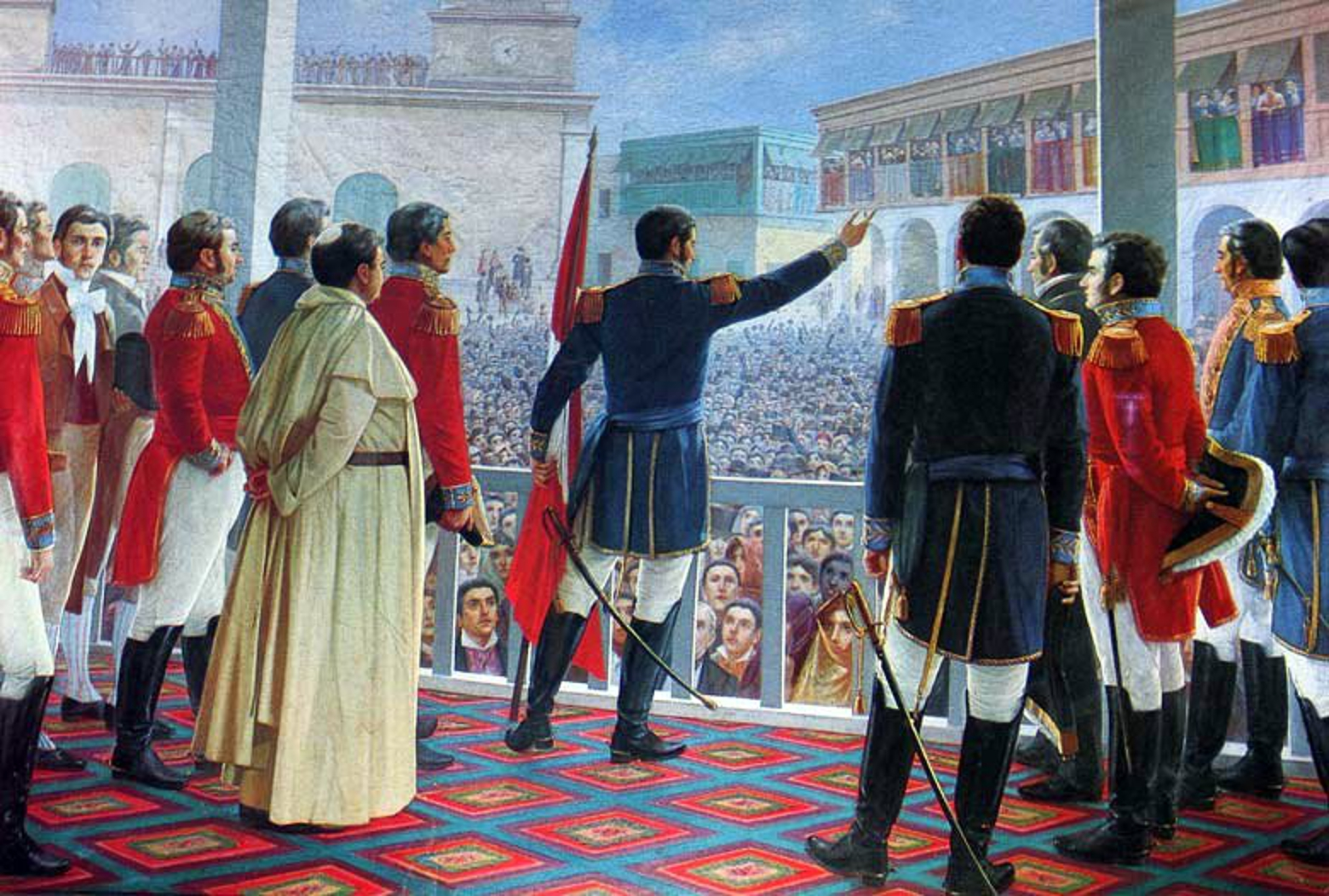
Proclamación de la Independencia del Perú, por Juan Lepiani

La primera vez que este ponche fue popularizado fue el 28 de julio de 1821, día en que el general José de San Martín proclamó la independencia del Perú en Lima. Tras la reunión en el Cabildo se ofreció un homenaje a Lord Cochrane quien ayudó decisivamente a la gesta libertadora. Para dicha ocasión los propietarios de la Posada Maury, donde el Libertador se hospedaba, ofrecieron la bebida, que a partir de entonces tomó su nombre.
A partir de entonces, es tradición que todos los 28 de julio durante las Fiestas Patrias se realice una cata de este ponche tras el Mensaje a la Nación del Presidente del Perú ante el Congreso. Los invitados de honor son trasladados a la sala Miguel Grau del Palacio Legislativo y allí camareros del Hotel Maury convidan la bebida que previamente se encargaron de preparar de forma exclusiva para la ocasión.

## Descripción
El ponche de los libertadores es un cóctel que se sirve caliente en pequeñas copas de cristal. Se elabora a base de pisco peruano, whisky, cerveza negra, coñac, vino oporto, ron, algarrobina, leche, azúcar, huevo, té y canela.